# Pedro Henríquez Ureña
Pedro Henríquez Ureña  (Santo Domingo, 29 de junio de 1884 - Buenos Aires, 11 de mayo de 1946) fue un intelectual, filósofo, crítico y escritor dominicano, con destacada participación en México y Argentina.

## Primeros años
Sus padres fueron dos prominentes intelectuales: Salomé Ureña, la gran poetisa dominicana, y Francisco Henríquez y Carvajal, médico, abogado, escritor, pedagogo dominicano; su abuelo, Nicolás Ureña de Mendoza, costumbrista y político dominicano.
Su ambiente familiar estuvo marcado por la presencia de Eugenio María de Hostos, reformador de la enseñanza y luchador independentista puertorriqueño que hizo del país dominicano el suyo. A su tío Federico lo llamó José Martí «hermano», en su célebre carta de despedida de 1895. Desde niño Pedro mostró interés por la literatura. Tal pasión fue compartida por dos de sus hermanos, Maximiliano y Camila, quienes luego desarrollarían una amplia labor en el campo de la pedagogía.

## Emigración
Tras completar los estudios secundarios, marchó a los Estados Unidos, comenzando así un largo periplo que lo alejaría del solar nativo, casi durante todo el tiempo que le restaba de existencia. Luego de pasar por la Habana en 1905, marchó a Veracruz al año siguiente, para poco después asentarse en Ciudad de México y desarrollar ahí una gran labor dentro del Ateneo de la Juventud (1910-1913). Agobiado por la situación política de inestabilidad durante la Revolución mexicana, quiere marchar a Europa, viajando así a La Habana. Pero el estallido de la Primera Guerra Mundial le impide salir de Cuba, razón por la cual se marchó a los Estados Unidos, donde estuvo entre 1915 y 1920. Allí se desempeña como corresponsal periodístico en Washington y Nueva York, para luego realizar estudios de doctorado y ofrecer docencia en la Universidad de Minnesota. En 1920 viaja a España, a completar sus estudios de doctorado, pero luego parte a México, en 1921, a colaborar con el proyecto de reforma educativa liderado por José Vasconcelos. En esa época estrecha vínculos intelectuales con Alfonso Reyes Ochoa y Julio Torri, con quienes participa en diversos proyectos editoriales y de crítica y difusión literaria.

## Influencia en las letras argentinas

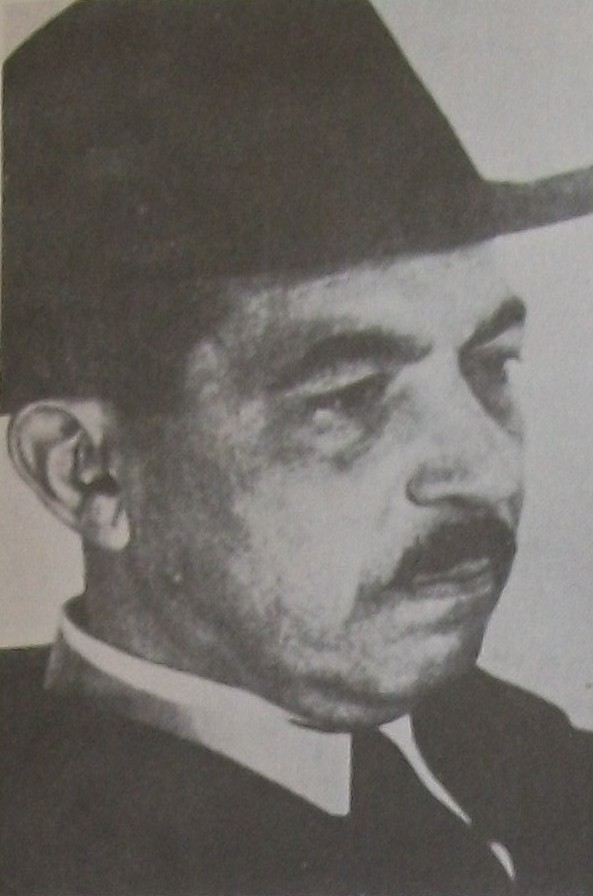
Pedro Henríquez Ureña.

En 1925 Henríquez Ureña deja México y parte a la Argentina, donde pasaría los últimos veinte años de su vida. Allí se vinculó a la revista Sur, de Victoria Ocampo, fue docente en el Colegio Nacional de La Plata y colaborador en el Instituto de Filología de la Universidad de Buenos Aires.
Su biografía y su relación con la cultura argentina carecen de una representación nítida en la imaginación argentina. Acerca de esta ausencia -podría afirmarse, indolencia y desaprensión, más ignorancia- Borges hipotetizó:
Yo tengo el mejor recuerdo de Pedro (...) él era un hombre tímido y creo que muchos países fueron injustos con él. En España, sí lo consideraban, pero como indiano; un mero caribeño. Y aquí en Buenos Aires, creo que no le perdonamos el ser dominicano, el ser, quizás mulato; el ser ciertamente judío -el apellido Henríquez, como el mío, es judeo-portugués-. Y aquí él fue profesor adjunto de un señor, de cuyo nombre no quiero acordarme; que no sabía nada de la materia, y Henríquez -que sabía muchísimo- tuvo que ser su adjunto. No pasa un día sin que yo lo recuerde...
Ernesto Sabato, que también declara el ascendiente y magisterio sobre él del eximio dominicano, evoca en Antes del fin:
Se me cierra la garganta al evocarlo, esa mañana en que vi entrar a ese hombre silencioso, aristócrata en cada uno de sus gestos (...) Aquel ser superior tratado con mezquindad y reticencia por sus colegas, con el típico resentimiento del mediocre, al punto que jamás llegó a ser profesor titular de ninguna Facultad de Letras de Argentina.[cita requerida]
Aun así, Ureña desplegó un papel decisivo en la vida académica argentina, que comenzó el año de su llegada al país, en 1924. Primero en la Universidad de La Plata con el filósofo socialista Alejandro Korn, Raimundo Lida, el historiador José Luis Romero y el ensayista Ezequiel Martínez Estrada-, un año después junto al filólogo español Amado Alonso, quien invita a Ureña a trabajar en el Instituto de Filología y Literaturas Hispánicas, en la Facultad de Filosofía y Letras de Buenos Aires. Así con Ureña (y con Alonso en menor medida), entran al país los estudios hispanoamericanistas, filológicos, estilísticos y lingüísticos, métodos que colocan el texto en el centro del análisis.
En 1925 obtiene una cátedra en el terciario no universitario Instituto Nacional del Profesorado Joaquín V. González.
A través de su relación con María Rosa Oliver, Martínez Estrada, Eduardo Mallea y José Bianco y sus trabajos en Sur (su colaboración de 1942 en la publicación de Victoria Ocampo dictamina y justifica, por primera vez, el rango único de la obra de Borges en la literatura argentina), Ureña participa activamente en la construcción y modelado del universo cultural argentino, en los años 1930 y 1940.

### Constructor cultural argentino
Al arribar al puerto de Buenos Aires, en 1924, Los Henríquez -su esposa, Isabel Lombardo Toledano y su pequeña hija Natacha- se alojan en una pensión de la calle Bernardo de Irigoyen, a pocas cuadras de la estación de trenes de Constitución. En los años sucesivos, Ureña concurre diariamente a Constitución para ir a la ciudad de La Plata (a 55 km) al término de sus clases en Buenos Aires. Es la misma estación, en un vagón, que Ureña súbitamente se desplomaría para morir.
Borges vuelve, en un prólogo y en un relato, y en diversas entrevistas, sobre la secuencia fatal que comprendió un radio de quince cuadras que Ureña recorrió desde la Editorial Losada (supervisaba una edición de una elección de clásicos) hasta la Estación Constitución, donde, sin agonía, moriría. Max Henríquez Ureña, hermano de Pedro y también riguroso intelectual hispanista, escribió sobre el deceso repentino:
Apresuradamente se encaminó a la Estación de FF.CC. que lo conduciría a La Plata. Llegó al andén cuando el tren arrancaba y corrió para subir. Lo logró. Un compañero, el profesor Cortina, le hizo señas de un asiento vacío a su lado. Cuando iba a ocuparlo, se desplomó sobre él. Inquieto, Cortina al oír estertores, lo sacudió. No obtuvo respuesta, dando la voz de alarma. Un profesor de Medicina que iba en el tren, lo examinó y, con gesto de impotencia, diagnosticó el óbito.
También, Max, corriendo apresurado -llegaba tarde a la Universidad de Puerto Rico en Río Piedras- falleció súbitamente en la escalinata de la casa de estudios.
Borges, prologando el volumen Obras Críticas de Henríquez Ureña, ofreció una versión de su muerte. Fue un recuerdo personal de un diálogo con el ensayista, pocos días antes de su muerte. Sin más, Borges hace jugar el vaticinio:
Yo había citado una página de Quincey, donde describe que el temor a la muerte súbita es una invención de la fe cristiana.
Ureña le contestó con otra figura de la muerte repentina repitiendo un terceto de la Epístola moral a Fabio, de Andrés Fernández de Andrada:
¿Sin la templanza viste tú perfecta
alguna cosa? ¡Oh muerte, ven callada
como sueles venir en la saeta!
Borges prosigue: «Después recordé, que morir sin agonía es una de las felicidades que la sombra de Tiresias promete a Ulises». Y finaliza «No se lo pude decir a Pedro, porque a los pocos días murió bruscamente en un tren, como si alguien -el Otro- hubiera estado esa noche escuchándonos».

### Otra evocación de Borges
«Tengo la impresión de que Henríquez Ureña —claro que es absurdo decir eso— de que él había leído todo, todo. Y al mismo tiempo, que él no usaba eso para abrumar en la conversación. Era un hombre muy cortés, y —como los japoneses— prefería que el interlocutor tuviera razón, lo cual es una virtud bastante rara, sobre todo en este país, ¿no?».

## Pensamiento
Su obra crítica se caracteriza por la amplitud de los temas tratados y su ferviente deseo de demostrar la unidad e independencia espiritual de América. A este respecto se pueden citar: Seis ensayos en búsqueda de nuestra expresión (1928), Apuntaciones sobre la novela en América (1927) y Sobre el problema del andalucismo dialectal de América (1937)
Al respecto, Ernesto Sabato, quien fue alumno suyo en el colegio secundario dependiente de la Universidad de La Platal, señala:
Este hombre que alguien llamó peregrino de América (y cuando se dice América en relación a él debe entenderse América Latina, esa teórica América total que la retórica de las cancillerías ha puesto de moda, por motivos menos admirables), tuvo dos grandes sueños utópicos; como San Martín y Bolívar, el de la unidad en la Magna Patria; y la realización de la Justicia en su territorio, así con mayúscula.

Su vida entera se realizó, así como su obra, en función de aquella utopía latinoamericana. Aunque pocos como él estaban dotados para el puro arte y para la estricta belleza, aunque era un auténtico scholar y hubiera podido brillar en cualquier gran universidad europea, casi nada hubo en él que fuese arte por el arte o pensamiento por el pensamiento mismo. Su filosofía, su lucha contra el positivismo, sus ensayos literarios y filológicos, todo formó parte de sus silenciosa batalla por la unidad y por la elevación de nuestros pueblos.

## Vida personal
Estuvo casado con la mexicana de ascendencia italiana Isabel Lombardo Toledano (hermana de Vicente Lombardo Toledano), con quien tuvo dos hijas: Natacha y Sonia Henríquez Lombardo. Su abuelo paterno, Noel Henríquez Altías (1813-?), era un judío sefardí nacido en Curazao y descendiente de judíos expulsados de España que emigraron a Holanda. Su abuela paterna, Clotilde Carvajal Fernández (1819-1873), era hija del cubano Salvador Carvajal y de la dominicana de ascendencia taína Juana Fernández, descendiente de los últimos indígenas que permanecieron en el dominio concedido al cacique Enriquillo.

## Ancestros
|  |                                                        |  |  |  |  |  |  |  |  |  |  |  |  |  |  |  |
|  | 8. Juan José Henríquez                                 |  |  |  |  |  |  |  |  |  |  |  |  |  |  |  |
|  |                                                        |  |  |  |  |  |  |  |  |  |  |  |  |  |  |  |
|  |                                                        |  |  |  |  |  |  |  |  |  |  |  |  |  |  |  |
|  | 4. Noel Henríquez Altías (n. 1813)                     |  |  |  |  |  |  |  |  |  |  |  |  |  |  |  |
|  |                                                        |  |  |  |  |  |  |  |  |  |  |  |  |  |  |  |
|  |                                                        |  |  |  |  |  |  |  |  |  |  |  |  |  |  |  |
|  | 9. Clemencia Altías                                    |  |  |  |  |  |  |  |  |  |  |  |  |  |  |  |
|  |                                                        |  |  |  |  |  |  |  |  |  |  |  |  |  |  |  |
|  |                                                        |  |  |  |  |  |  |  |  |  |  |  |  |  |  |  |
|  | 2. Francisco Hilario Henríquez y Carvajal (1859-1935)  |  |  |  |  |  |  |  |  |  |  |  |  |  |  |  |
|  |                                                        |  |  |  |  |  |  |  |  |  |  |  |  |  |  |  |
|  |                                                        |  |  |  |  |  |  |  |  |  |  |  |  |  |  |  |
|  | 10. Salvador Carvajal                                  |  |  |  |  |  |  |  |  |  |  |  |  |  |  |  |
|  |                                                        |  |  |  |  |  |  |  |  |  |  |  |  |  |  |  |
|  |                                                        |  |  |  |  |  |  |  |  |  |  |  |  |  |  |  |
|  | 5. Clotilde Carvajal Fernández (1819-1873)             |  |  |  |  |  |  |  |  |  |  |  |  |  |  |  |
|  |                                                        |  |  |  |  |  |  |  |  |  |  |  |  |  |  |  |
|  |                                                        |  |  |  |  |  |  |  |  |  |  |  |  |  |  |  |
|  | 11. Juana Fernández                                    |  |  |  |  |  |  |  |  |  |  |  |  |  |  |  |
|  |                                                        |  |  |  |  |  |  |  |  |  |  |  |  |  |  |  |
|  |                                                        |  |  |  |  |  |  |  |  |  |  |  |  |  |  |  |
|  | 1. Pedro Nicolás Federico Henríquez Ureña              |  |  |  |  |  |  |  |  |  |  |  |  |  |  |  |
|  |                                                        |  |  |  |  |  |  |  |  |  |  |  |  |  |  |  |
|  |                                                        |  |  |  |  |  |  |  |  |  |  |  |  |  |  |  |
|  | 24. Carlos de Ureña                                    |  |  |  |  |  |  |  |  |  |  |  |  |  |  |  |
|  |                                                        |  |  |  |  |  |  |  |  |  |  |  |  |  |  |  |
|  |                                                        |  |  |  |  |  |  |  |  |  |  |  |  |  |  |  |
|  | 12. Francisco Ureña Mañón                              |  |  |  |  |  |  |  |  |  |  |  |  |  |  |  |
|  |                                                        |  |  |  |  |  |  |  |  |  |  |  |  |  |  |  |
|  |                                                        |  |  |  |  |  |  |  |  |  |  |  |  |  |  |  |
|  | 25. Catalina Mañón                                     |  |  |  |  |  |  |  |  |  |  |  |  |  |  |  |
|  |                                                        |  |  |  |  |  |  |  |  |  |  |  |  |  |  |  |
|  |                                                        |  |  |  |  |  |  |  |  |  |  |  |  |  |  |  |
|  | 6. Nicolás Ureña de Mendoza (1822-1875)                |  |  |  |  |  |  |  |  |  |  |  |  |  |  |  |
|  |                                                        |  |  |  |  |  |  |  |  |  |  |  |  |  |  |  |
|  |                                                        |  |  |  |  |  |  |  |  |  |  |  |  |  |  |  |
|  | 26. José Valerio de Mendoza                            |  |  |  |  |  |  |  |  |  |  |  |  |  |  |  |
|  |                                                        |  |  |  |  |  |  |  |  |  |  |  |  |  |  |  |
|  |                                                        |  |  |  |  |  |  |  |  |  |  |  |  |  |  |  |
|  | 13. Ramona de Mendoza                                  |  |  |  |  |  |  |  |  |  |  |  |  |  |  |  |
|  |                                                        |  |  |  |  |  |  |  |  |  |  |  |  |  |  |  |
|  |                                                        |  |  |  |  |  |  |  |  |  |  |  |  |  |  |  |
|  | 3. Salomé Ureña Díaz (1850-1897)                       |  |  |  |  |  |  |  |  |  |  |  |  |  |  |  |
|  |                                                        |  |  |  |  |  |  |  |  |  |  |  |  |  |  |  |
|  |                                                        |  |  |  |  |  |  |  |  |  |  |  |  |  |  |  |
|  | 28. Ignacio Díaz                                       |  |  |  |  |  |  |  |  |  |  |  |  |  |  |  |
|  |                                                        |  |  |  |  |  |  |  |  |  |  |  |  |  |  |  |
|  |                                                        |  |  |  |  |  |  |  |  |  |  |  |  |  |  |  |
|  | 14. Pedro Díaz de Castro                               |  |  |  |  |  |  |  |  |  |  |  |  |  |  |  |
|  |                                                        |  |  |  |  |  |  |  |  |  |  |  |  |  |  |  |
|  |                                                        |  |  |  |  |  |  |  |  |  |  |  |  |  |  |  |
|  | 29. Teresa de Castro Mañón                             |  |  |  |  |  |  |  |  |  |  |  |  |  |  |  |
|  |                                                        |  |  |  |  |  |  |  |  |  |  |  |  |  |  |  |
|  |                                                        |  |  |  |  |  |  |  |  |  |  |  |  |  |  |  |
|  | 7. Gregoria Díaz de León (1819-1914)                   |  |  |  |  |  |  |  |  |  |  |  |  |  |  |  |
|  |                                                        |  |  |  |  |  |  |  |  |  |  |  |  |  |  |  |
|  |                                                        |  |  |  |  |  |  |  |  |  |  |  |  |  |  |  |
|  | 30. Domingo de León y Fajardo                          |  |  |  |  |  |  |  |  |  |  |  |  |  |  |  |
|  |                                                        |  |  |  |  |  |  |  |  |  |  |  |  |  |  |  |
|  |                                                        |  |  |  |  |  |  |  |  |  |  |  |  |  |  |  |
|  | 15. Teresa de León y la Concha                         |  |  |  |  |  |  |  |  |  |  |  |  |  |  |  |
|  |                                                        |  |  |  |  |  |  |  |  |  |  |  |  |  |  |  |
|  |                                                        |  |  |  |  |  |  |  |  |  |  |  |  |  |  |  |
|  | 31. María Florentina de la Concha y Hurtado de Mendoza |  |  |  |  |  |  |  |  |  |  |  |  |  |  |  |
|  |                                                        |  |  |  |  |  |  |  |  |  |  |  |  |  |  |  |
|  |                                                        |  |  |  |  |  |  |  |  |  |  |  |  |  |  |  |

## Distinciones
Se distinguió como crítico literario, ensayista, periodista, y prosista de gran vuelo. Es considerado uno de los humanistas más importantes de América Latina en el siglo XX. En 1931 recibió el Doctorado «Honoris Causa» de la Universidad de Puerto Rico. Su hija Sonia Henríquez Lombardo dejó plasmados recuerdos de la vida de su padre en Pedro Henríquez Ureña: Apuntes para una biografía (México, 1993). A su vez, Enrique Zuleta Álvarez escribió su biografía Pedro Henríquez Ureña y su tiempo. Vida de un hispanoamericano universal (1997). El cirujano René Favaloro lo evocó en su libro Don Pedro y la educación (1994).
La Universidad Nacional Pedro Henríquez Ureña (UNPHU), de República Dominicana, lleva su nombre.
En 2013, el Ministerio de Cultura de la República Dominicana instituyó el Premio Internacional Pedro Henríquez Ureña y desde entonces se entrega cada año en la ceremonia inaugural de la Feria Internacional del Libro de Santo Domingo en el Teatro Nacional «Eduardo Brito».

## Obras
- Ensayos críticos (1905, La Habana)
- El régimen de la realidad en el arte. ( Ensayo)
- Nacimiento de Dionisios (1916)
- La versificación irregular en la poesía castellana (1920), reeditado como La poesía castellana de versos fluctuantes.
- En la orilla: mi España (1922)
- La utopía de América (1925)
- Apuntaciones sobre la novela en América  (1927)
- Seis ensayos en busca de nuestra expresión (1928)
- La cultura y las letras coloniales en Santo Domingo (1936)
- Sobre el problema del andalucismo dialectal de América (1937)
- Plenitud de España (1940)
- El español en Santo Domingo (1940)
- Historia de la cultura en la América hispánica (1947)
- Las corrientes literarias en la América hispánica (1949)
- En la orilla. Gustos y colores (2014)

### Ensayos
Hay, ciertamente, una figura de arquetipo paterno en este tipo de ensayista. Es el «educador americano». Se parte del hecho asumido de que él sabe más que el receptor del texto. Esto exige un delicado equilibrio: no ostentar la superioridad ni igualarse demasiado; se trata de dar clase o escribir el ensayo relajando lo más posible el protocolo verbal. Cuando ello se logra, resulta el beneficio de un escritor que efectivamente educa al lastimado continente americano siempre «en vías de desarrollo» y con lastre de analfabetismo funcional.
Alberto Paredes

## Ediciones críticas
- Historia cultural y literaria de la América hispánica. Edición de Vicente Cervera. Verbum, Madrid, 2009.
- Obras Completas en 14 tomos. Editora Nacional, Ministerio de Cultura de la República Dominicana, Santo Domingo, 2014-2015. Edición de Miguel D. Mena.